# Euphyia cinerascens
Euphyia cinerascens là một loài bướm đêm trong họ Geometridae.